# Finansowanie terroryzmu
Finansowanie terroryzmu – przestępstwo przeciwko bezpieczeństwu powszechnemu, występek.
Jako finansowanie terroryzmu rozumie się gromadzenie, przekazywanie lub oferowanie środków płatniczych, instrumentów finansowych, papierów wartościowych, wartości dewizowych, praw majątkowych lub prawa do innych rzeczy ruchomych lub nieruchomości w celu sfinansowania przestępstwa o charakterze terrorystycznym albo udostępnienia ich zorganizowanej grupie lub związkowi mającym na celu popełnienie takiego przestępstwa lub osobie biorącej udział w takiej grupie lub związku.